# Reckful
Byron Daniel Bernstein (8 de mayo de 1989 – 2 de julio de 2020), más conocido como Reckful, fue un streamer de Twitch y jugador profesional de esports estadounidense. Era mejor conocido en la comunidad de jugadores por sus logros en World of Warcraft y Asheron's Call.

## Vida personal
Byron Daniel Bernstein nació en una familia judía de Itamar y Judith Bernstein en Los Ángeles. Tenía dos hermanos mayores llamados Guy y Gary. Guy, el mayor, se suicidó cuando Bernstein tenía seis años. Bernstein dijo que era un "niño nerd que a nadie le gustaba" en la escuela primaria y se burlaban de él por su dificultad para hablar inglés, que era su segundo idioma. Bernstein dijo que era un estudiante talentoso que era bueno en matemáticas, pero que se burlaran de él lo disuadió de participar en la escuela. Cuando ingresó a la escuela secundaria, hizo amigos en la escuela, pero dijo que su vida giraba en torno a jugar un videojuego, Asheron's Call, que perdió fama mientras World of Warcraft se hacía popular en su lugar, y cayó en ataques de depresión e intentó suicidarse a los 16. Posteriormente abandonó la escuela secundaria, también debido a una depresión. Dijo que reconocía que los videojuegos eran una forma de escapismo para él.
Bernstein dijo que la muerte de su hermano tuvo un efecto profundo en su vida y en su posterior lucha contra la depresión. Bernstein fue diagnosticado con trastorno bipolar II cuando era niño. Bernstein dijo que su familia se negó a permitirle probar inhibidores selectivos de la recaptación de serotonina porque creían que el medicamento Prozac provocó la muerte de su hermano. Durante un viaje a Ámsterdam, probó los hongos psilocibina que, según él mismo, le ayudaron por primera vez.
Bernstein se suicidó el 2 de julio de 2020.

## Carrera
Bernstein era un jugador profesional de World of Warcraft, mejor conocido por su innovador estilo de clase rogue, y pionero en el streaming de videojuegos en Twitch. Su popularidad en el juego comenzó cuando terminó en el 0,1% superior de la escala competitiva sin el uso de lo que se por entonces se consideraban mecánicas de juego esenciales. Terminó en el primer 0,1% de la lista de jugadores en varias temporadas seguidas en términos competitivos de World of Warcraft. Compitió en varios torneos y ganó el torneo World of Warcraft de Major League Gaming en 2010.
En 2011, Bernstein lanzó la película sobre videojuegos Reckful 3. Alcanzó un millón de visitas en una semana (hacia enero de 2022 el vídeo tenía más de seis millones de visitas). Más tarde ganó el concurso de mejores habilidades de WarcraftMovies, en el que los jugadores votaban por el jugador del año. En 2012, se convirtió en desarrollador, gerente de operaciones y diseñador conceptual en Feenix, una empresa de mouse para juegos. Creó su canal de YouTube en octubre de 2012 y lo siguió en noviembre con su primer vídeo, Reckful 5 stack Taste for Blood.
En 2017, Bernstein ocupó el cuarto lugar en la lista The Gazette Review de los diez streamers más ricos. Afirmó tener un patrimonio neto de 1,5 millones de dólares. Recibía también hasta 50.000 espectadores por transmisión.
Bernstein jugó también al póquer y participó en el evento principal del Unibet Open London 2016, pero fue eliminado a poco de comenzar. En noviembre de 2017, jugó en un evento de póquer benéfico patrocinado por PokerGO. El evento fue ganado por itsHafu.
En mayo de 2018, Bernstein lanzó un podcast llamado Tea Time with Byron, que presenta entrevistas extensas con invitados notables en las comunidades de juegos y streaming como Pokimane y el ajedrecista Hikaru Nakamura. Se estrenaron un total de seis episodios, el último de ellos el 31 de marzo de 2020.Antes de su muerte, Bernstein estaba en proceso de crear un MMO llamado Everland.
En agosto de 2020, Blizzard y World of Warcraft rindieron homenaje a Bernstein con un entrenador en el juego, que lleva el nombre de su alias Reckful. El personaje se encuentra dentro de la Catedral de la Luz, un punto de referencia del juego donde la comunidad se reunió para rendir homenaje a Bernstein tras la noticia de su muerte.

## Logros en LAN

### World of Warcraft
- 3.º lugar MLG Dallas 2009[27]
- 2.º lugar MLG Orlando 2009[28]
- 2.º lugar MLG Colón 2010[29]
- 1.º lugar MLG Washington D. C. 2010[30]

### Hearthstone
- 3.º y 4.º lugar en el Innkeeper's Invitational 2013[31]